# Luxemburgische Badmintonmeisterschaft 2024
Die Luxemburgische Badmintonmeisterschaft 2024 fand vom 3. bis zum 4. Februar 2024 in Düdelingen statt.

## Medaillengewinner
| Disziplin    | Gold                       | Silber                        | Bronze                      |
| ------------ | -------------------------- | ----------------------------- | --------------------------- |
| Herreneinzel | Jérôme Pauquet             | William Wang                  | Kevin Hargiono              |
| Herreneinzel | Jérôme Pauquet             | William Wang                  | Leo Hölzmer                 |
| Dameneinzel  | Myriam Havé                | Zoé Du                        | Ajsela Licina               |
| Dameneinzel  | Myriam Havé                | Zoé Du                        | Aude Meyer                  |
| Herrendoppel | Yves Hoffmann William Wang | Yannick Feltes Jérôme Pauquet | Nico Fiorino Sami Reinert   |
| Herrendoppel | Yves Hoffmann William Wang | Yannick Feltes Jérôme Pauquet | Mike Sinico Pol Hild        |
| Damendoppel  | Tessy Aulner Myriam Havé   | Ajsela Licina Zoé Sinico      | Julie Aulner Maira Zieser   |
| Damendoppel  | Tessy Aulner Myriam Havé   | Ajsela Licina Zoé Sinico      | Marie Goedert Aude Meyer    |
| Mixed        | William Wang Myriam Havé   | Yannick Feltes Zoé Sinico     | Jérôme Pauquet Maira Zieser |
| Mixed        | William Wang Myriam Havé   | Yannick Feltes Zoé Sinico     | Yves Hoffmann Aude Meyer    |